# Emile Heskey
Emile William Ivanhoe Heskey (Leicester, 11 januari 1978) is een Engels voormalig betaald voetballer die als aanvaller speelde. In april 1999 debuteerde hij in het Engels voetbalelftal, waarvoor hij 62 interlands speelde en zeven keer scoorde.

## Carrière
Heskey won met Leicester City FC in zowel 1997 als 2000 de League Cup. Vervolgens won hij met Liverpool FC de UEFA Cup 2000/01, de UEFA Super Cup 2001, de FA Cup 2001, het FA Community Shield 2001 en de League Cup in zowel 2001 als 2003. Hij tekende in januari 2009 een contract voor 3,5 seizoen bij Aston Villa FC, dat £3.500.000,- voor hem betaalde aan Wigan Athletic FC. Heskey kwam drie seizoenen uit voor Aston Villa, maar zat sinds de zomer van 2012 zonder club.
In september 2012 besloot Heskey zijn loopbaan voort te zetten in Australië. De op dat moment 34-jarige spits tekende een contract voor één jaar bij Newcastle Jets. Hij verruilde in december 2014 Newcastle Jets voor Bolton Wanderers waar zijn contract medio 2016 afliep. Hetzelfde jaar nog zette de aanvaller een punt achter zijn loopbaan.
Heskey heeft de UEFA-managmentopleiding Executive Master for International Players (MIP) gedaan.

## Interlandcarrière
Heskey behoorde tot de Engelse selecties voor Euro 2000, het WK 2002, Euro 2004, het WK 2006 en het WK 2010. Op het WK van 2010 begon hij in de eerste twee groepsduels tegen de Verenigde Staten (1-1) en Algerije (0-0) in de basis.
In de derde poulewedstrijd tegen Slovenië (0-1 winst) kwam hij in de 86e minuut in het veld als vervanger van Jermaine Defoe. Die verving hij opnieuw in de 71ste minuut van de met 4-1 verloren achtste finale tegen Duitsland. Kort na het wereldkampioenschap 2010 nam hij afscheid van de Engelse nationale ploeg.

## Clubstatistieken
| Seizoen  | Club                  | Competitie                   | Duels | Goals |
| -------- | --------------------- | ---------------------------- | ----- | ----- |
| 1994-'95 | Leicester City        | Premier League               | 1     | 0     |
| 1995-'96 | Leicester City        | Championship                 | 30    | 7     |
| 1996-'97 | Leicester City        | Premier League               | 35    | 10    |
| 1997-'98 | Leicester City        | Premier League               | 35    | 10    |
| 1998-'99 | Leicester City        | Premier League               | 30    | 6     |
| 1999-'00 | Leicester City        | Premier League               | 23    | 7     |
| 1999-'00 | Liverpool             | Premier League               | 12    | 3     |
| 2000-'01 | Liverpool             | Premier League               | 36    | 14    |
| 2001-'02 | Liverpool             | Premier League               | 35    | 9     |
| 2002-'03 | Liverpool             | Premier League               | 32    | 6     |
| 2003-'04 | Liverpool             | Premier League               | 35    | 7     |
| 2004-'05 | Liverpool             | Premier League               | 34    | 10    |
| 2005-'06 | Birmingham City       | Premier League               | 34    | 4     |
| 2006-'07 | Wigan Athletic        | Premier League               | 34    | 9     |
| 2007-'08 | Wigan Athletic        | Premier League               | 28    | 4     |
| 2008-'09 | Wigan Athletic        | Premier League               | 20    | 3     |
| 2008-'09 | Aston Villa           | Premier League               | 14    | 2     |
| 2009-'10 | Aston Villa           | Premier League               | 31    | 3     |
| 2010-'11 | Aston Villa           | Premier League               | 19    | 3     |
| 2011-'12 | Aston Villa           | Premier League               | 28    | 1     |
| 2012-'13 | Newcastle United Jets | A-League                     | 23    | 9     |
| 2013-'14 | Newcastle United Jets | A-League                     | 19    | 1     |
| 2014-'15 | Bolton Wanderers      | Football League Championship | 16    | 1     |
| 2015-'16 | Bolton Wanderers      | Football League Championship | 29    | 2     |

## Erelijst
Leicester City
- Football League Cup

1997, 2000
 Liverpool FC
- UEFA Cup

2001
- UEFA Supercup

2001
- FA Cup

2001
- Football League Cup

2001, 2003
- FA Charity Shield

2001